# Arroyo Guayubirá
El arroyo Guayubirá es un pequeño curso de agua uruguayo que recorre el departamento de Artigas. Nace al sureste de la ciudad de Artigas, tiene un curso paralelo al arroyo Piedra Pintada y desemboca en el río Cuareim. Pertenece a la Cuenca del Plata.